# Süchbátar (město)
Süchbátar (mongolsky Сүхбаатар) je hlavní město Selengského ajmagu v Mongolsku. Nachází se na pravém břehu řeky Orchon blízko jejího soutoku se Selengou. Město leží 9 km jižně od ruských hranic, 311 km severně od Ulánbátaru. Bylo založeno v roce 1940 a pojmenováno po mongolském politikovi Süchbátarovi.
Süchbátar je nejsevernější mongolská stanice na transmongolské magistrále. Na ruské straně hranice je stanice Nauški.